# Тумсой
Тумсой (чечен. Тумса) — село в Шатойском районе Чеченской Республики.
Входит в Борзойское сельское поселение.

## География
Селение расположено по обе стороны реки Тумсой-Эрк, у подножия горы Тумсой-Лам. Граничит с селом Борзой, к юго-западу от районного центра Шатой.
Ближайшие населённые пункты: на северо-востоке — сёла Рядухой, Нихалой и Горгачи, на юге — сёла Башен-Кале и Гучум-Кале.

## История
В документе 1647 года назван Тумцоев кабак в Шибуцкой земле, то есть поселение тайпа Тумсой. Аул Тумса показан на карте наиба Шамиля, и на карте Чечни 1859 гада у Адольфа Берже; в указателе Пагирева записаны аул Тумсой и гора Тумсой-лам.
На северной окраине села Тумсой, на высоком холме, отделяющем это село от соседнего с. Борзой, находится обширный могильник, который состоит из каменных ящиков. По сведениям археологов могильник давно уже разрушается местными жителями. В 1964 году три захоронения раскопаны учёными В. Б. Виноградовым и М. Х. Ошаевым. В 1972 году на могильнике продолжили работу исследователи В. А. Петренко и Р. А. Даутова. Ими было раскопано 23 погребения в каменных ящиках, сложенных из вертикально поставленных плит. Всего на этом могильнике раскопано 26 погребений. На сегодняшний день это пока единственный подобного рода могильник, который исследователи изучили полностью. Добытый материал позволяет датировать могильник XIV—XVII веками н. э..

## Население
| 2002 | 2010 |
| ---- | ---- |
| 252  | ↗385 |

## Галерея

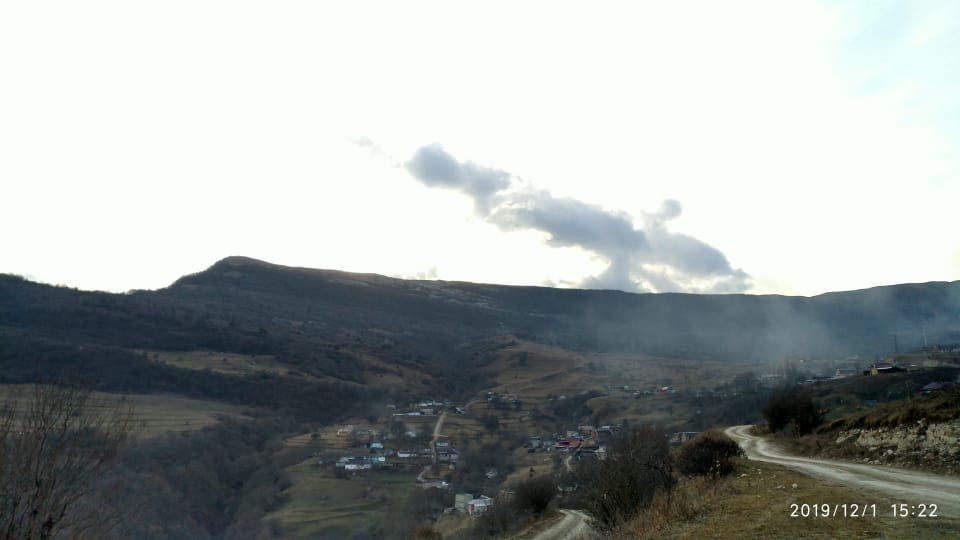
село Тумсой на фоне горы Тумсой Лам
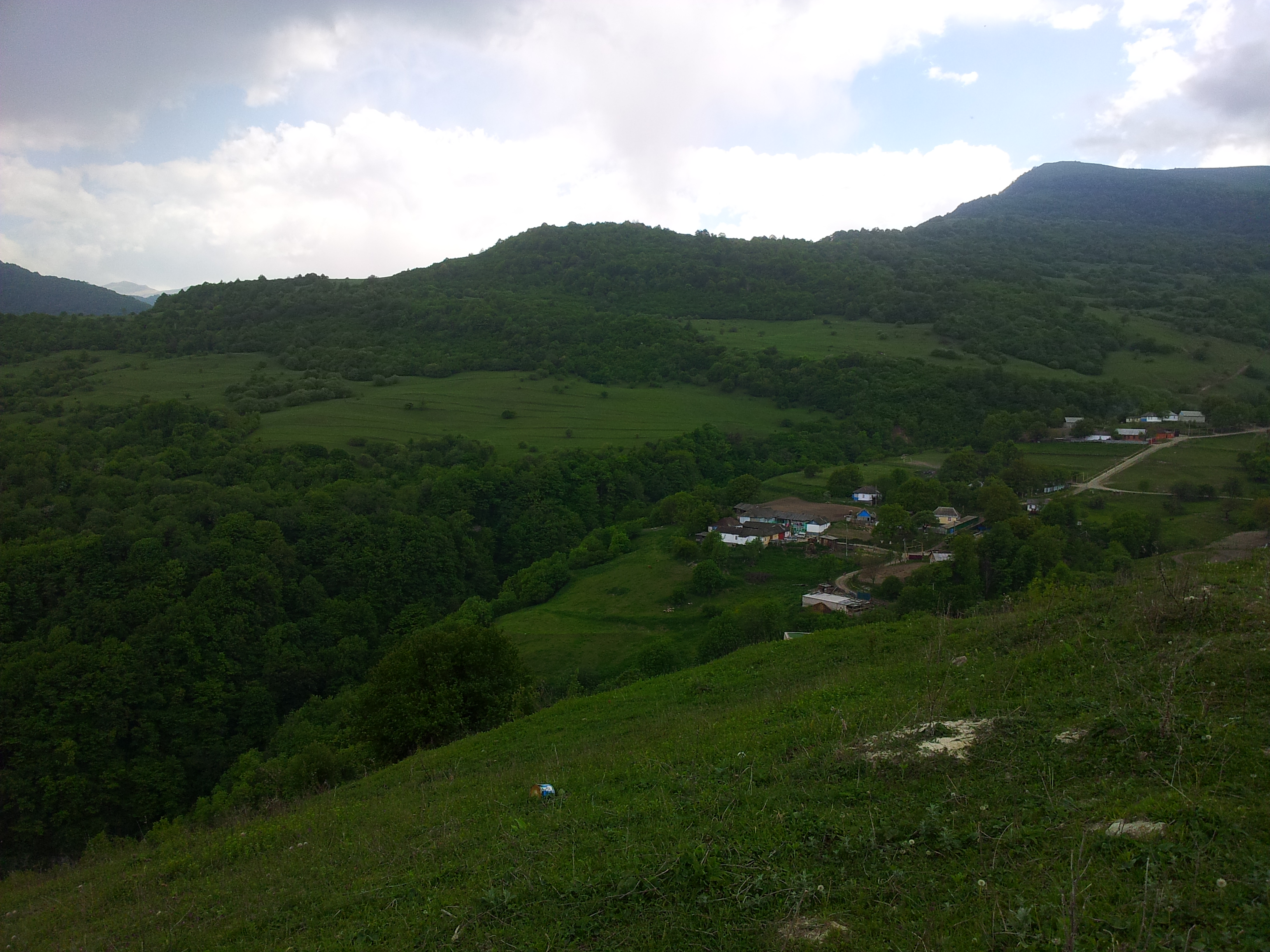
село Тумсой и ущелье реки Тумсой-Эрк
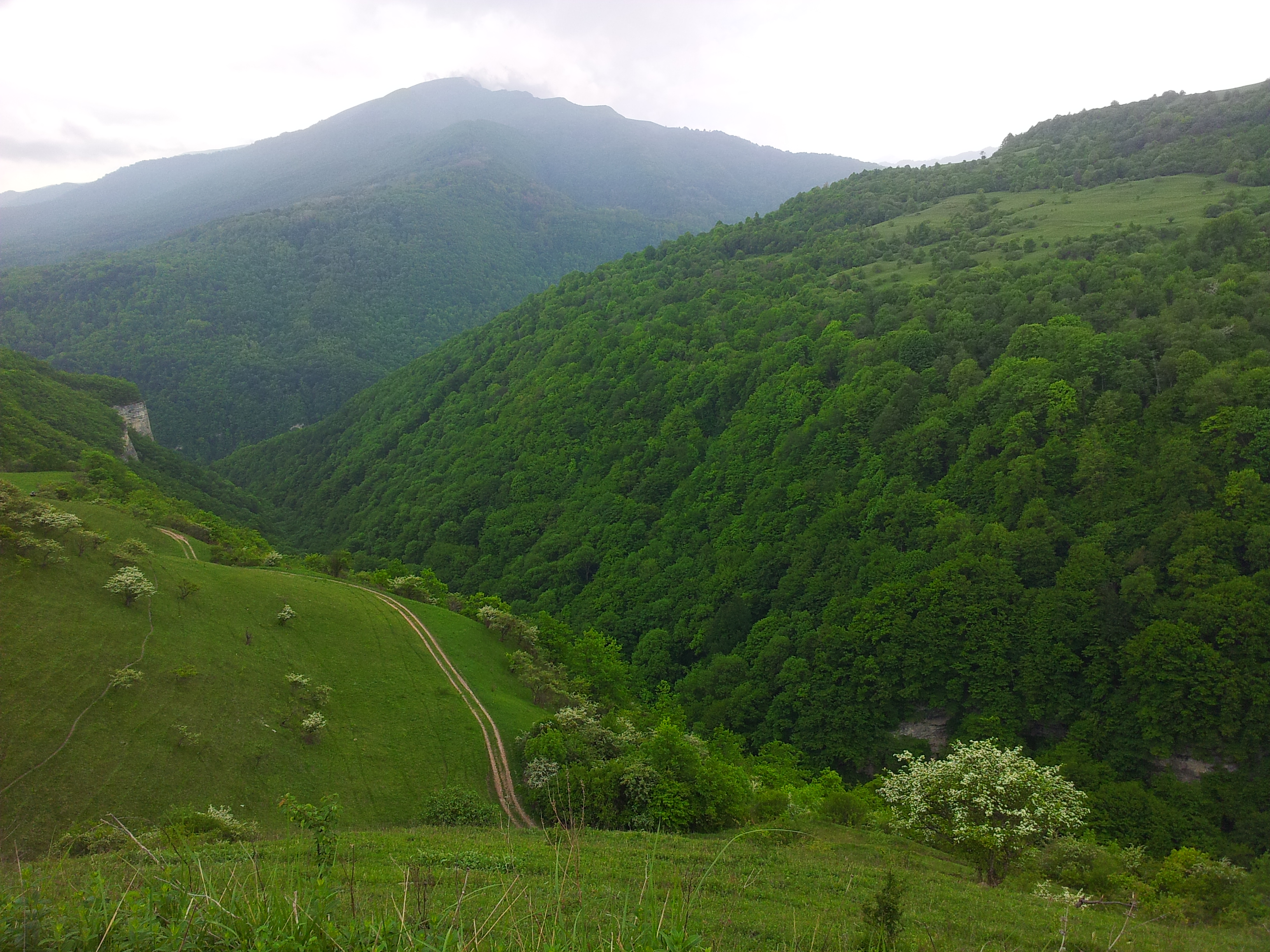
ущелье реки Тумсой-Эрк
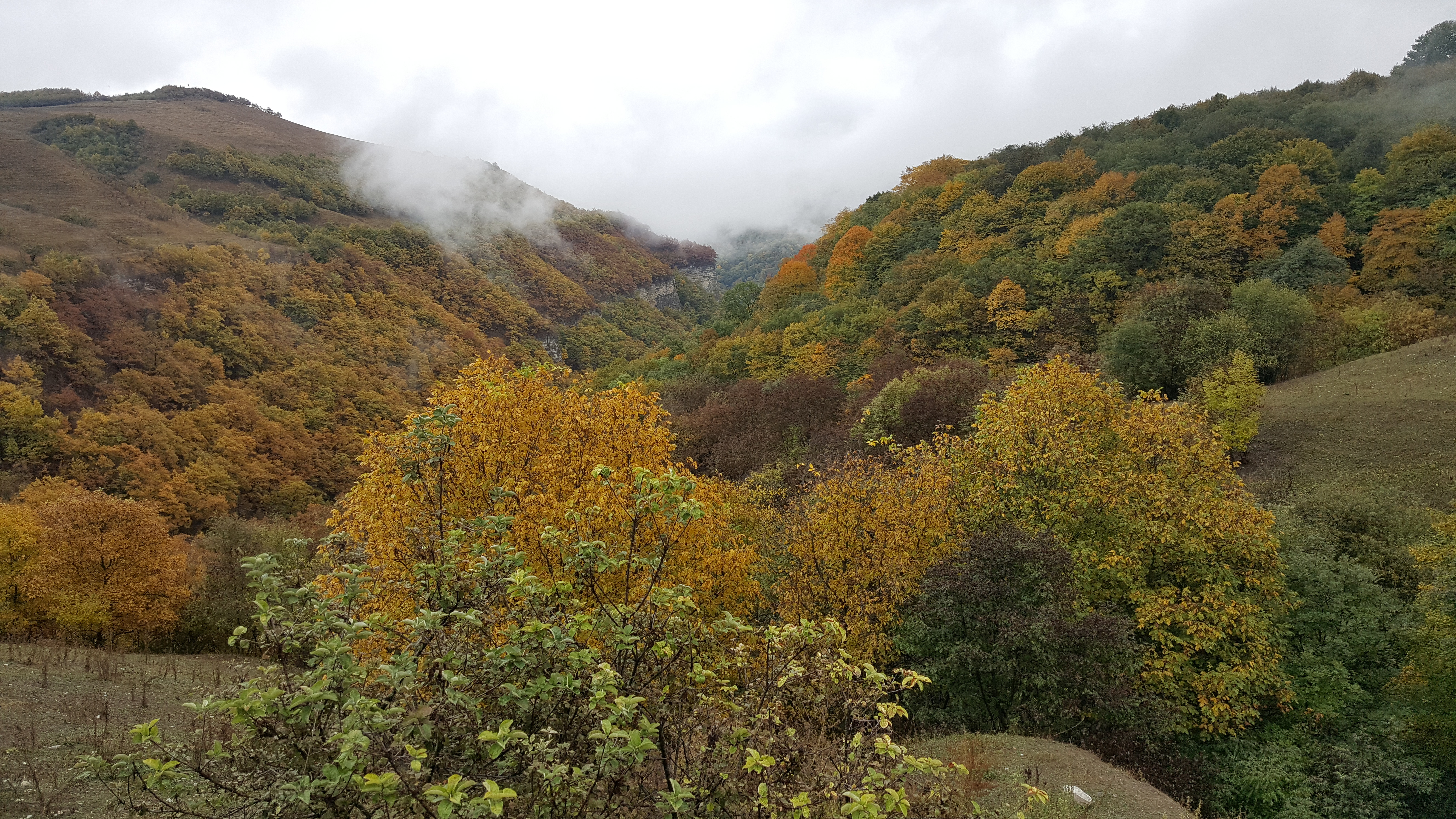
ущелье реки Тумсой-Эрк осенью
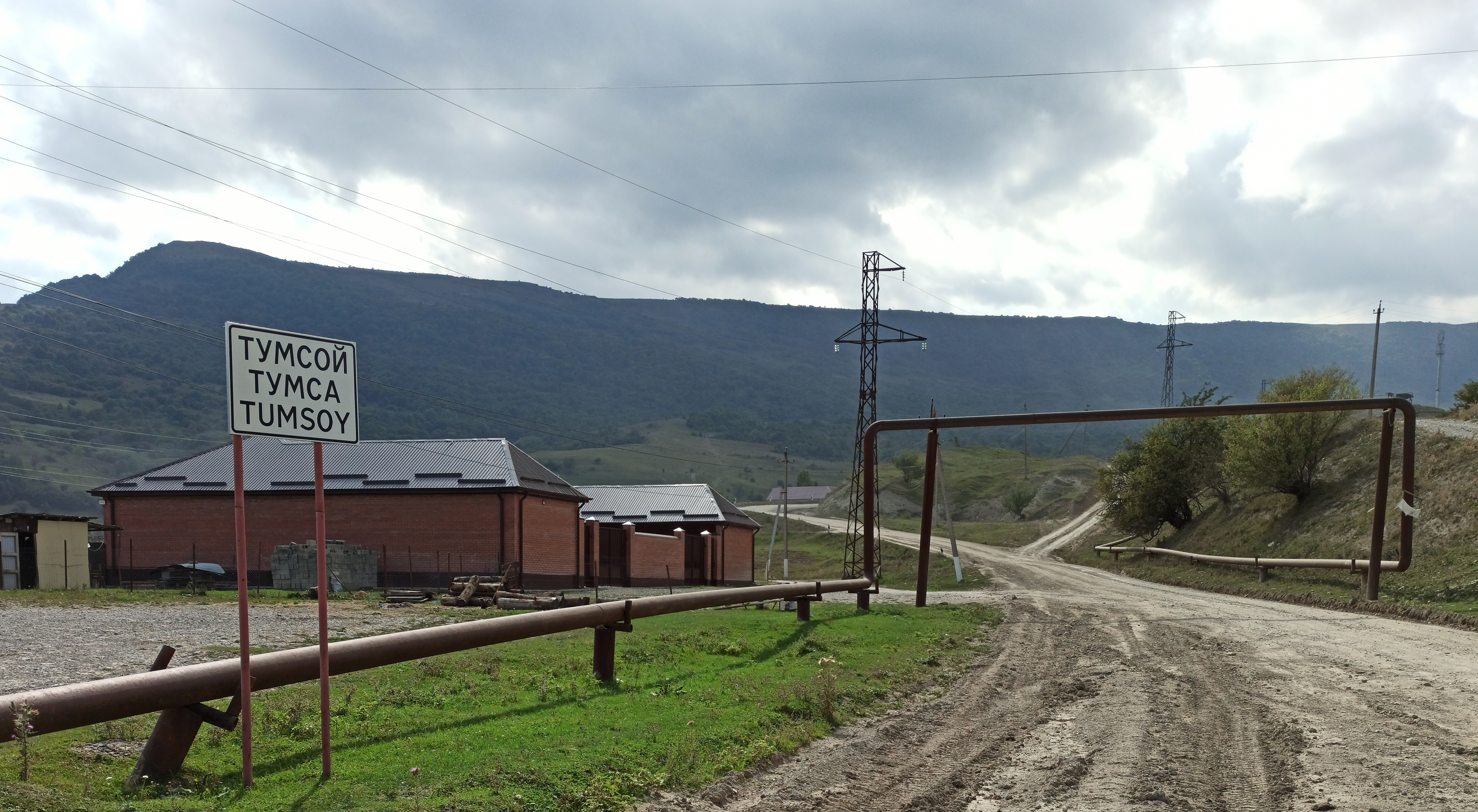
Дорожный знак с названием населенного пункта, при въезде в село Тумсой